# Barbet

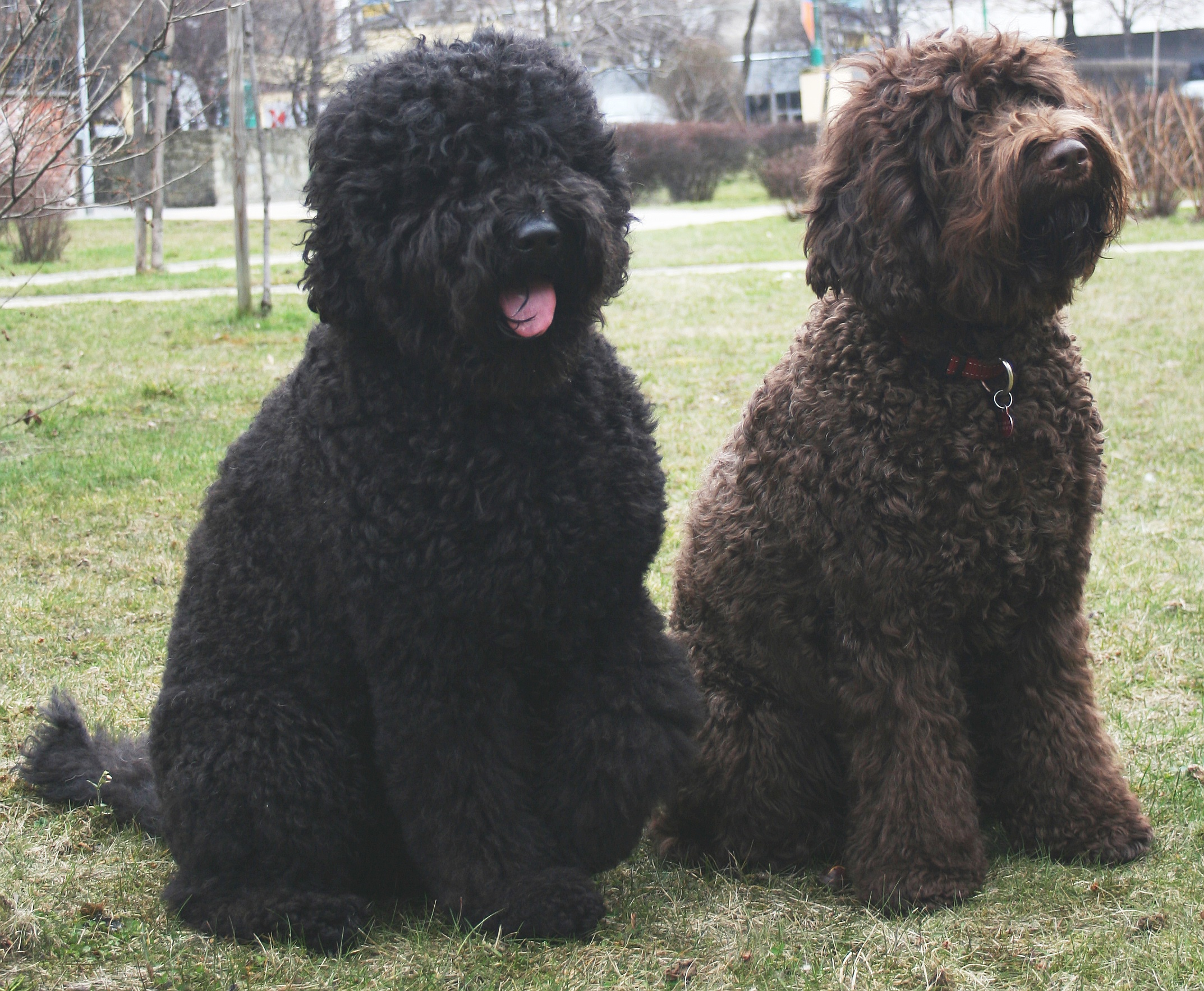
Barbets

El Barbet és una raça francesa de gos d'aigua de mitjana grandària. Va servir par la caça aquàtica per sortir els ocells de llurs amagatalls i després porta'ls al caçador. Ha esdevingut un gos rar, car el 2011 només n'hi havia uns 1400 de registrats arreu al món.

## Història
És una raça molt antiga, comuna a tota França, utilitzada per a la caça d'aus aquàtiques, descrita o citada en diverses obres del segle xvi. Ha contribuït al desenvolupament de moltes races modernes, com el púdel.

## Aspecte
Es caracteritza pel dens i gruixut pelatge, llanós, llarg i ondat que el protegeix del fred i la humitat. Els pèls del crani li tapen els ulls rodons i marrons. És un gos robust, fornit. Té les orelles implantades baixes i són amples, llargues i planes. La cua la té una mica aixecada, sense estar horitzontal, formant un lleuger ganxo en l'extrem.
- Altura: femelles 53 a 61 cm, mascles 58 a 65 cm.[4]
- Pes: De 20 a 30 kg.[4]

## Temperament
El barbet és un gos audaç, vivaç i dòcil. Li agrada nedar, xipollejar i capbussar-se en l'aigua. És equilibrat i se sent molt apegat als seus amos. No és poregós ni agressiu, i com a gos guardià només es limita a avisar.

## Salut i cures específiques
La simpatia que té el Barbet cap a l'aigua fa que estigui exposat a malalties de l'aparell respiratori. Després de cada capbussó, seria recomanable assecar-ho amb un drap sec. Té una predisposició de problemes a l'ulls, sobretot l'atròfia de la rètina.
A causa del dens i llanós pelatge del Barbet cal pentinar-lo regularment, sinó la pèl pot enfeltrar i formar plaques dures. Ja de cadell se li ha d'educar de manera ferma o sinó, d'adult, pot ser que es torni un gos molt dominant. Li cal espai i aigua.
Té una esperança de vida d'uns 12 anys.